# Einar Skinnarland

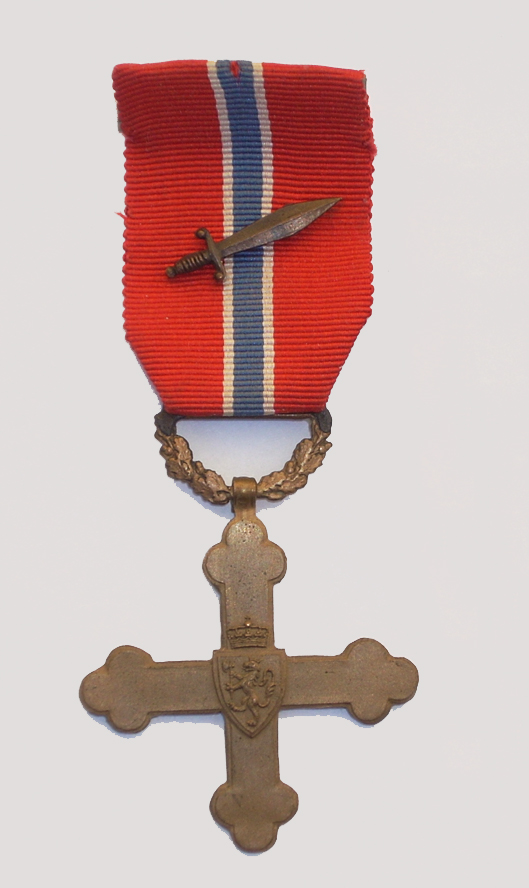
Noors Oorlogskruis met zwaard

Einar Skinnarland DCM (Vinje, 27 april 1918 – Toronto, 5 december 2002) was een Noors verzetsstrijder tijdens de Tweede Wereldoorlog die een cruciale rol speelde in Operatie Freshman en Operatie Gunnerside.

## Jeugd
Einar Skinnarland werd geboren in Vinje, in de provincie Telemark in Noorwegen, als zoon van Hans Torsteinson Skinnarland en Elen Olline Olsdatter Helland. Hij groeide op in Rjukan. Op de middelbare school in Rjukan zat hij in de klas bij Knut Haugland en Gunnar Sønsteby, die net als Skinnarland zelf het Noors Oorlogskruis zouden krijgen voor hun verzetswerk. Skinnarland studeerde af aan de Høgskolen i Telemark in Porsgrunn. Tot de Tweede Wereldoorlog werkte hij bij de dam van Møsvatnet.

## Norsk Hydro en SOE

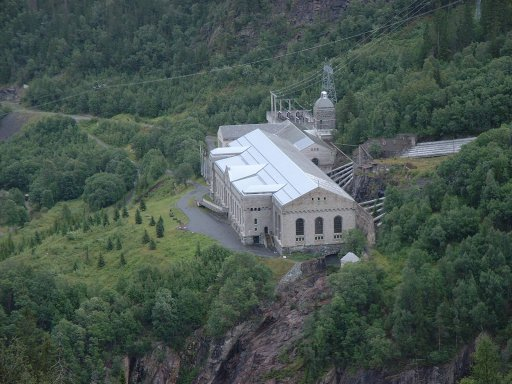
Tungtvannsaksjonen Vemork waterkrachtcentrale in 2003 (tegenwoordig arbeidersmuseum)

Skinnarland werkte daarna als waterbouwkundig ingenieur voor de Norsk Hydro-fabriek in de waterkrachtcentrale van Vemork. Tijdens de Tweede Wereldoorlog nam hij in april 1940 deel aan gevechten in de regio van Rjukan. Na de capitulatie sloot Skinnarland zich aan bij het Noors verzet. In de herfst van 1941 werd hij gearresteerd wegens illegaal radiowerk, maar hij werd al snel weer vrijgelaten, omdat zijn betrokkenheid niet kon worden bewezen. Zijn berichten werden ontcijferd door de fameuze Britse cryptograaf Leo Marks. Het duurde even voordat deze de reikwijdte van Skinnarlands berichten inzag, doordat de woorden ‘heavy water’ door een fout in de morsecode waren gemutileerd.
Naar aanleiding van enkele van zijn berichten hieromtrent werd Skinnarland naar het Verenigd Koninkrijk gesommeerd, om van daaruit de Geallieerden te helpen in de oorlog. Hij bereikte Aberdeen op 17 maart 1942 met de door SOE-agent Odd Starheim (DSO) voor dit doel samengestelde groep van 5 jonge Noren, die de kuststomer Galtesund kaapten. Daar werd hij ingelijfd bij de Norwegian Independent Company 1 (de latere Kompani Linge), die ressorteerde onder de SOE. Na zijn verhoor en debriefing kreeg Skinnarland een korte training in parachutespringen.

## Operatie Freshman
Hij maakte als radio-operator deel uit van de Noorse sabotage-operatie Freshman, waarmee SOE de productie van zwaar water in de waterkrachtcentrale van Vemork op haar locatie in Rjukanfossen in Telemark probeerde stil te leggen. Einar Skinnarland was de eerste van de agenten die naar Rjukan werden gestuurd.
Op 28 maart 1942 werd hij gedropt op de Hardangervidda. Hij kende de omgeving goed, want zijn hele leven had hij in de buurt van de fabriek gewoond. Bovendien werkten zijn broer en verschillende van zijn vrienden ook in de fabriek, zodat die hem eventueel zouden kunnen helpen. Skinnarland arriveerde juist op tijd om na zijn vakantie van een maand weer normaal in de fabriek aan het werk te gaan.

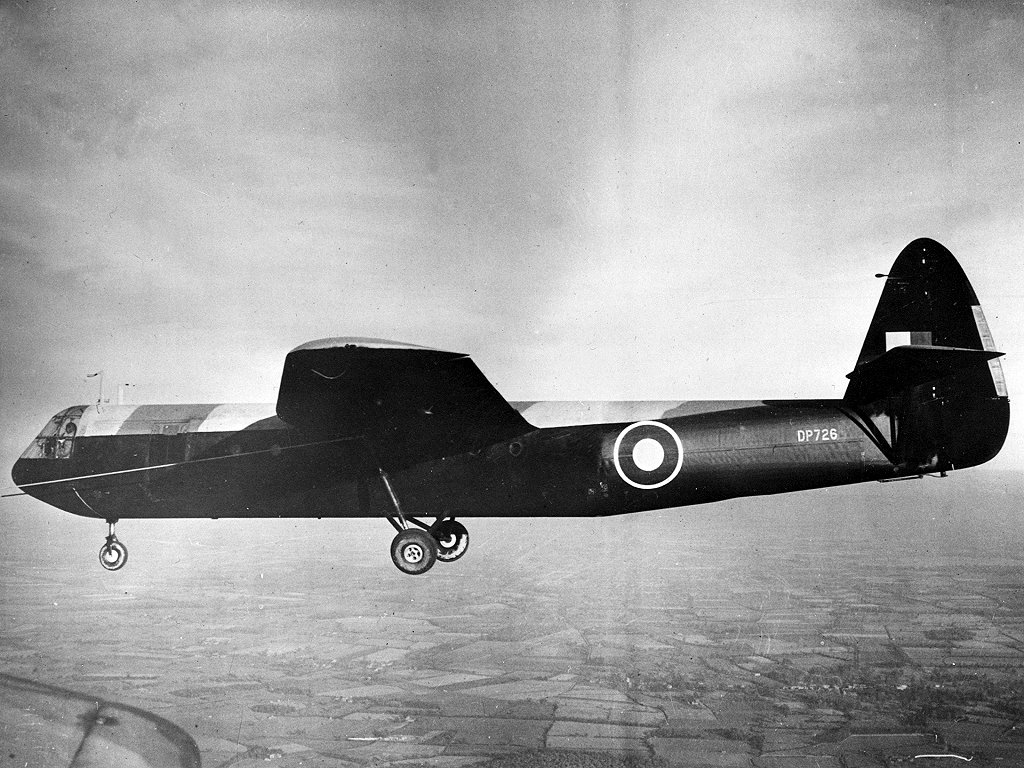
Airspeed Horsa zweefvliegtuig, zoals gebruikt in operatie Freshman; zij werden voortgetrokken door Handley Page Halifax bommenwerpers.

Met zijn kennis over de Duitse bewaking en beveiliging van de fabriek zou hij Britse commando’s en sappeurs van de Royal Engineers en leden van de Linge-compagnie kunnen gidsen, zodra die ter plaatse zouden zijn na hun dropping. Vanwege de sneeuw en later vanwege de korte zomernachten duurde het tot oktober voordat een team Noren onder leiding van luitenant Jens Anton Poulssen 130 km uit koers werd geparachuteerd en op 9 november contact zocht met Skinnarland om een landingplaats voor 2 zweefvliegtuigen te prepareren (Operatie Grouse, later Operatie Swallow). Ondertussen had hij aangepapt met de hoofdingenieur en belangrijke informatie aan Londen kunnen doorseinen.
De zweefvliegtuigen van operatie Freshman crashten echter bij de Lysefjord in Rogaland in de nacht van 19 op 20 november en de 20 overlevenden - allen van de 1e Luchtlandingsdivisie - werden gemarteld in Stavanger of in Slettebø leir (bij Egersund) direct doodgeschoten of naar concentratiekamp Grini in Bærum gebracht en op 18 januari 1943 standrechtelijk geëxecuteerd in Tradumskogen.

## Operatie Gunnerside
Poulssen en zijn mannen - Knut Haugland, Claus Helberg en Arne Kjelstrup; allen afkomstig uit de streek rond Rjukan - overleefden de winter op de Hardangervidda en slaagden erin om in februari 1943 een team van de Linge-compagnie op te vangen en naar de fabriek te begeleiden (Operatie Gunnerside). De sabotage slaagde en de meeste leden van de compagnie keerden veilig terug naar Engeland. Knut Haukelid bleef achter om het Noors verzet te trainen en samen met Skinnarland inlichtingen te verzamelen voor de SOE in Londen. Uiteindelijk blies Haukelid op 20 februari 1944 de veerboot DF Hydro op, waarmee de Duitsers het ‘zwaar water’ over het Tinnsjå-meer naar Duitsland transporteerden. Ook nadien bleef Skinnarland het contact met Londen onderhouden, tot het eind van de oorlog. Hij groeide uit tot commandant van het Noors verzet in zijn regio. Met majoor Leif Tronstad, Norman Lind en Gunnar Syverstad speelde hij een belangrijke rol in Operatie Sunshine.

## Canada
Kort na de oorlog emigreerde Einar Skinnarland naar de Verenigde Staten. Hij werkte wereldwijd voor projecten in de waterbouw; hij was onder meer betrokken bij de bouw van enkele van 's werelds grootste dammen.
In 1965 verhuisde Skinnarland naar het Canadese Toronto waar hij manager werd van een groot bouwbedrijf. Projecten waarin hij participeerde waren de bouw van de Detroit Dam in Oregon, de Bhakra-dam in Punjab (India), de Robert Moses-Robert H. Saunders Power Dam in de Saint Lawrencezeeweg en verder de Trans-Alaska-pijpleiding en offshore-olieplatforms van het Hiberniaveld.
In 1971 kwam hij als consultant en representant van de Grand Council of the Crees (de oorspronkelijke, Amerikaanse bevolkingsgroep de Cree) tegenover zijn oud-collegae uit de bouwwereld te staan in het James Bay Cree hydroelectric conflict. Tijdens dit conflict zorgde Skinnarland ervoor dat het dorp Fort George werd verplaatst; het kreeg daarna een nieuwe naam, Chisasibi (Nord-du-Québec).
In december 2002 overleed Skinnarland op 84-jarige leeftijd aan een intracerebraal hematoom, nadat hij ruim anderhalf jaar daarvoor een beroerte had gekregen. Hij liet zijn vrouw Trudi (Gjertrude Catherine) Gans (Fairview (Canada), 1917) en 5 kinderen achter.

## Onderscheidingen
Einar Skinnarland ontving veelvuldig hoge onderscheidingen voor wat hij had bewerkstelligd in oorlogstijd. Hij is er altijd uiterst bescheiden onder gebleven. Onder die onderscheidingen waren:
- Oorlogskruis met zwaard
- Distinguished Conduct Medal
- Medal of Freedom
- Croix de Guerre avec palme

Noors Oorlogskruis met zwaard
UK Distinguished Conduct Medal
US Medal of Freedom
Frans Croix de guerre avec palme

## Trivia
In de Noorse film Kampen om tungtvannet (Het Gevecht om Zwaar Water) uit 1948 is een goed portret van Einar Skinnarland neergezet.